# Lektira
Lektira je pojam koji se upotrebljava sa različitim značenjima, ali je uvek tesno povezan sa čitanjem. Može se odnositi na samo gradivo, odnosno materijal koji se čita, ali i na sam proces čitanja. Kao proces čitanja može se odnositi na bilo koju vrstu pisanog teksta. U drugom smislu, kao materijal koji se čita, odnosi se na štivo, knjige ili gradivo koje treba pročitati uopšte ili za određeno vreme — na primer u jednoj školskoj godini.

## Etimologija
Reč „lektira” je galicizam (potiče iz francuskog jezika) nastao od francuske reči lecture = čitanje. Koren je u latinskoj reči lectura, sa istim značenjem.

## Pojam
Pojam "lektira" može imati više značenja.
1. U svakodnevnom životu pojam „lektira” prvenstveno se odnosi na izbor štiva (romana, pripovedaka, drama, epova, poezije i drugo) koje se čita za neko određeno vreme (tokom školske godine, na letovanju i slično) ili uopšte. Može se čitati u obrazovne ili zabavne svrhe. 
- Zabavna lektira obično podrazumeva slobodan izbor knjiga (zabavna, laka, popodnevna, uzbudljiva, popularna, poučna). U tu svrhu postoje sajtovi posvećeni knjigama i čitanju koji preporučuju različita dela, bilo da su nova ili spadaju u klasike, a i mnoge biblioteke imaju na svojim sajtovima, kao i u samim objektima, slične sadržaje (na primer - najčitanije knjige, preporuke bibliotekara i slične). Takođe mnogi časopisi i magazini često daju preporuke za čitanje. Preporuke se mogu naći i na sajtovima izdavača, ali oni preporučuju isključivo svoja izdanja. Ove preporuke vremenski se mogu odnositi na preporuke za čitanje uopšte, ili za određeni vremenski period — na odmoru, pre tridesete godine i slično.
- Obrazovna lektira najčešće poznata kao školska lektira, ponekad i kao obavezna lektira predstavlja izbor štiva namenjenog određenom uzrastu (na primer izbor književnih dela za 6. razred) i pretpostavlja određeni rok za koji treba da bude pročitana, najčešće tokom jedne školske godine.

2. Drugo značenje pojma „lektira” podrazumeva proces čitanja nekog književnog dela ili teksta uopšte. U tom smislu može se odnositi i na nečiju načitanost. Na primer: Bio je čovek male ili nikakve lektire, odnosno nije mnogo čitao (Mihiz).

## Lektira u obrazovnom sistemu
U samom školskom obrazovnom sistemu, u nastavi jezika i književnosti,
čitanje se obično odnosi na primarne tekstove (pripovetke, romane itd) koji se koriste pored udžbenika i drugih nastavnih materijala kako bi se produbile jezičke veštine i naučile metode analize i tumačenja teksta. Čitanje se može sastojati od tekstualnih odlomaka u udžbenicima ili kompletnih dela lektira - knjiga. Lektira sadrži vredna dela najpoznatijih srpskih i svetskih pisaca za decu. Pri izboru štiva vodi se računa o primerenosti dela uzrastu učenika u pojedinim razredima.

## Izbor dela za Lektiru
O izboru dela za lektiru često su raspravljali metodičari i istoričari jezika i književnost, ali nikada se u tim raspravama nije došlo do validnih rešenja. Pitanje izbora dela za lektiru nije jednostavno, i ono sastavljače spiskova dela za pojedine razrede stavlja pred ozbiljne probleme. Problem je kako sačiniti izbor dela primeren uzrastu učenika, uzrast učenika je relativna kategorija, jer se ne mogu poreći velike razlike u sposobnostima učenika iste starosne dobi, i pritom se javljaju i velike razlike s obzirom na stepen razvijenosti sredine u kojoj dete raste i iz koje dolazi u školu. Takođe se vode rasprave i o aktuelnosti dela koja se čitaju, kao i o tome u kojoj meri treba da budu zastupljena savremena dela u odnosu na klasike, domaća u odnosu na strana i slične.